# Georges Duval de Leyrit
Georges Duval de Leyrit (né le 7 août 1716 au Havre, mort le 9 avril 1764) est un administrateur colonial français, gouverneur général de Pondichéry de 1755 à 1758.
Il est précédé par Charles Robert Godeheu de Zaimont et Thomas Arthur comte de Lally-Tollendal lui succède.

## Biographie
Fils de Jacques Duval d'Eprémesnil (1672-1748), échevin du Havre, directeur de la Compagnie des Indes et de la Compagnie du Sénégal, Georges Duval de Leyrit entre jeune dans la Compagnie des Indes.

## Sources
- Louis-Gabriel Michaud , Biographie universelle, ancienne et moderne, 1847